# Сенат Финляндии
Сенат Финляндии (фин. Suomen senaatti, швед. Senaten för Finland) — правительственный и судебный орган Великого княжества Финляндского, позднее — правительство независимой Финляндии.

## Императорский финляндский сенат
Был учреждён указом от 6 августа 1811 года как Императорский правительствующий Совет и преобразован по манифесту от 9 февраля 1816 года в Императорский финляндский сенат (Keisarillinen Suomen senaatti, Kejserliga senaten för Finland).
Председателем Сената являлся назначаемый Императором генерал-губернатор Финляндии. Члены Сената были подотчётны только императору.
Первоначально членами сената были граждане Финляндии. После революции 1905 года, во времена русификации, в целях обеспечения лояльности российским властям сенаторами нередко назначались долгое время прожившие в России, обрусевшие уроженцы Финляндии, прежде всего российские офицеры. Так в истории сената выделяется так называемый «адмиральский» или «сабельный сенат». Главой сената был генерал-губернатор Ф.-А. Зейн, а его ближайшим помощником и фактическим руководителем правительства — вице-председатель хозяйственного департамента сената: вначале уроженец Финляндии В. И. Марков, а затем М. М. Боротвинов.
Сенат делился на два департамента: хозяйственный и судебный.
Хозяйственный департамент состоял из девяти экспедиций, соответствующих министерствам: гражданской (внутренние дела), финансовой, камерной (ревизия счетов и государственное имущество), милиционной (военная служба), духовной (религиозные и образовательные учреждения), сельского хозяйства, путей сообщения, торговли и промышленности. Начальники экспедиций назначались государем из числа членов хозяйственного департамента.
Судебный департамент являлся высшей судебной инстанцией и наблюдал за отправлением правосудия в княжестве.
До 1863 года, поскольку финляндский Сейм фактически не собирался, Сенат принимал активное участие в законодательной жизни края, хотя формально был наделён лишь правом законодательной инициативы. Законопроект, исходящий от Сената, по одобрении его Императором, должен был передаваться в виде высочайшего предложения на обсуждение Сейма, а так как Сеймы не созывались, то на деле сразу же после одобрения Императором законопроект становился законом.

### Вице-председатели Сената от хозяйственного департамента
- Карл Эрик Маннергейм, (1822—1826)
- Сэмюэл Фредерик фон Борн (и. о.), (1826—1828)
- Андерс Хенрик Фальк, (1828—1833)
- Густав Хьярне, (1833—1841)
- Барон Ларс Габриэль фон Хартман, (1841—1858)
- барон Йохан Мориц Норденштам, (1858—1882)
- Эдвард Густав аф Форселлес, (1882—1885)
- Барон фон Самули Веренр Тройл, (1885—1891)
- Стен-Карл Тудер, (1891—1900)
- Константин Линдер, (1900—1905)
- Эмиль Стренг, (1905)
- Леопольд Хенрик Станислав Мехелин, (1905—1908)
- Эдвард Иммануил Хьельт, (1908—1909)
- Август Йоханнес Хьельт, (1909)
- Андрей Андреевич Вирениус, (1909)
- Владимир Иванович Марков, (1909—1913)
- Михаил Боровитинов, (1913—1917)
- Андрей Андреевич Вирениус, (1917)

### Вице-председатели Сената от судебного департамента
- CE Гильденстолпе (1822—1831)
- Аксель Густав Меллин (1831—1854)
- Л. Саклен (1854—1865)
- Отто Рейнгольд Ф. Шультен (1865—1874)
- Р. Ёрн (1874—1877)
- Иоган Филипп Пальмен (1877—1896)
- Роберт Монтгомери (1896—1898)
- CAT Седерхольм (1898—1900)
- К. Ф. Нюборг (1900—1902)
- JG Сольман (1902—1905)
- Раббе Аксель Вреде (1905—1909)
- DW Окерман (1910—1913)
- Феликс Саарикоски (1913—1917)
- А. Нюберг (1917—1918)

## Финляндский Сенат (1917—1918)
Императорский сенат функционировал вплоть до Февральской революции 1917 года. 2 (15) марта пала монархия, после чего Временный комитет Государственной думы сформировал Временное правительство России во главе с компромиссным князем Г. Е. Львовым.
7 (20) марта Временное правительство России издало манифест, возвращающий Финляндии все права времён автономии и отменяющий все ограничения периода русификации. Одновременно было обещано собрать парламент и провести многочисленные обновления законодательства.
В конце марта встал вопрос о том, что будет на месте «сабельного сената». Предложили дать парламенту право контролировать деятельность правительства.

### Сенат Токоя
В результате, 13 (26) марта было сформировано многопартийное коалиционное правительство (Сенат). Места в сенате разделились поровну между СДП и буржуазным центром (блок буржуазных партий составляли: старофинская (партия согласия), младофинская (конституционная), аграрный альянс, шведская партия). Однако в соответствии с идеями парламентаризма, выигравшие выборы в парламент в июле 1916 года (Eduskuntavaalit 1916) социал-демократы (СДП), получили ключевые посты.
Заместителем председателя стал социал-демократ, глава профсоюзов Оскари Токой. Председателем Сената по-прежнему являлся российский генерал-губернатор, с 31 марта им стал Михаил Стахович.
После длительного перерыва 4 апреля собрался парламент Финляндии.
Сенат взялся решать главные проблемы: независимость Финляндии, обновление государственных законов, закон о запрете спиртного, вопрос о земле. Оскари Токой сказал в своей речи в парламенте 20 апреля о «государственном переустройстве», то есть о независимости. Слово «Императорский» было изъято, председатель экономического отдела стал председателем всего Сената, который стал называться «Сенат Финляндии».
По отношении к России сенаторы делились на два направления — соглашательское и конституционное.

#### Спор о высшей власти в Финляндии
Свержение самодержавия породило неопределённость. Может ли Временное правительство России унаследовать права на власть в Великом княжестве, и могут ли финские законы разрешить это от имени прежнего царя. Об этом представили доклад специалисты, — два финских и один русский. Российскую точку зрения представила группа юристов под руководством профессора Ф. Ф. Кокошкина. Вкратце, власть царя полностью переходила Временному правительству. Высшая власть в России должна быть высшей властью в Финляндии. Лишь будущее Учредительное собрание, должное определить конституцию, могло изменить дело. Другая точка зрения придерживалась закона о престолонаследии буквально: только народное представительство может избрать новую династию.
Конституционный комитет, руководимый К. Ю. Стольбергом, рассматривал эту проблему весной 1917 года. Буржуазные члены комитета были за увеличение полномочий сената, а предложения финских социалистов основывались на поддержанной большевиками идее передаче высшей власти финскому парламенту. Финские социалисты представили это решение в парламенте в июне, и оно стало известно как «Закон о государстве» (фин. valtalaki). Идея о расширении финской автономии получила поддержку.
В России же с 8 (21) июля Временное правительство возглавил Александр Керенский.
СДП представили новый проект государственного закона, по которому парламент провозглашал себя высшей властью. 5 (18) июля, когда не ясен был исход восстания большевиков в Петрограде, эдускунта приняла социал-демократический проект о передаче себе верховной власти 135 голосами за и 55 против. При обсуждении закона большая часть депутатов Сейма считало Временное правительство павшим, однако Керенскому удалось подавить попытку большевиков захватить власть. Известие о том, что Временное правительство вышло победителем из политического кризиса, пришла уже после принятия закона. К тому же принятие этого закона не означало ещё полной независимости, поскольку внешнеполитические и военные вопросы оставались за Россией.
Временное правительство приказало распустить парламент. Благодаря совместным усилиям Керенского, генерал-губернатора М. А. Стаховича, статс-секретаря по делам Финляндии К. Энкеля и ряда политиков Временное правительство сумело распустить Сейм и назначить его перевыборы. Буржуазные группы склонялись к проведению новых выборов, на которых им гарантировалась победа. Им был на руку конфликт социал-демократов с Временным правительством. Российская торговля уменьшалась, страдая от безработицы и военных заказов. Рубли, находящиеся в обороте в Финляндии, теряли цену из-за инфляции. Недостаток продуктов и товаров привёл к росту цен и голодным бунтам. Рост общего беспорядка создал сенату Токоя дурную репутацию среди левых. Сенаторы от СДП отказываются от своих должностей в течение лета 1917 года. Отвечающий за продовольственные дела Вуолийоки ушёл в начале августа.
17 августа ушёл сам Токой. Председателем вновь стал Эмиль Нестор Сетяля, старейший сенатор и член Партии младофиннов.
8 сентября Временное правительство одобрило отставку Вяйнё Таннера и Матти Паасивуори. Приказ о роспуске сенат Токоя получил, когда на заседание, в качестве поддержки буржуазных сенаторов, пришёл генерал-губернатор Михаил Стахович. Председатель Куллерво Маннер и другие депутаты пытались сопротивляться, но безуспешно. Генерал-губернатор 29 августа выставил охрану и закрыл двери, чтобы препятствовать заседанию парламента.

### Сенат Сетяля
8 сентября 1917 года сенат начал работу.
4 (17) сентября был снят генерал-губернатор Стахович. Вместо него Керенский назначил Николая Некрасова.
15 (28) сентября под вооруженной охраной революционеров свершилась вторая попытка возобновить работу Сейма, но заседание не получило законодательного статуса из-за бойкота его буржуазными депутатами.
В начале октября выборы состоялись (Парламентские выборы в Финляндии (1917)) — социал-демократы получили всего 92 места из 200 и тем самым потеряли большинство. Большинство стало за буржуазными партиями и Крестьянским союзом. И стал очевиден просчет СДП в ставке на то, что отделение от России облегчит классовую борьбу с своей буржуазией. 30 сентября (13 октября) по просьбе генерал-губернатора Николая Некрасова Керенский распорядился опубликовать грамоту о созыве 19 октября (1 ноября) нового Сейма Великого княжества.
Вопрос о высшей власти оставался открытым. Большая часть буржуазных депутатов облегчило возобновление переговоров о расширении прав Финляндии на самоопределение. Энкель предложил передать императорские возможности избранной Сеймом директории из трех лиц. Эту идею Керенский и генерал-губернатор Некрасов не одобрили. Тогда буржуазные партии предложили новое решение вопроса: Временное правительство своим манифестом и с некоторыми оговорками передаст власть финляндскому Сенату. Это не коснулось бы наружной политики, военных дел и положения русских людей. Должность генерал-губернатора и его канцелярия упразднялись. Вечерним поездом 25 октября (7 ноября) Некрасов и Энкель выехали в Петроград, чтоб изложить новое предложение Временному правительству. Его воплощение предотвратило бы раздел власти с парламентскими социалистами в Сейме. Но решение было найдено драматически поздно. Утром 26 октября (8 ноября) на вокзале российской пограничной станции Белоостров Некрасов и Энкель узнали, что Временного правительства больше нет.
24—26 октября (6—8 ноября) в России начались восстания в Петрограде, Москве и других крупных городах, вылившиеся в революцию. В ночь с 25 на 26 октября Временное правительство России было свергнуто большевиками.
Сенат Сетяля был последним сенатом, подчинявшийся Временному правительству России. Ещё он называется «пеньковым сенатом», поскольку после ухода представителей СДП в нём остались от партии «младофиннов» Э. Н. Сетяля и Рудольф Холсти, от партии «старофиннов» Антти Туленхеймо (член экономического совета) и от шведской партии Лео Эрнрот. 17 сентября пришёл Харалд Окерман, который стал председателем редакционного совета палаты.
15 ноября 1917 года было принято окончательное решение — парламент Финляндии (фин. Eduskunta) провозгласил себя высшей государственной властью. Эта возможность была предусмотрена в законе о престолонаследии, параграфом 38, принятом во время шведского правления и сохранившем силу при русских императорах: при отсутствии претендентов на престол в течение полугода парламент имел право сам решить этот вопрос. Правительство (Сенат) Сетяля подало прошение об отставке, которое было одобрено позже, 27 ноября 1917, когда собрался Сенат нового состава под председательством Пера Эвинда Свинхувуда.

### Сенат Свинхувуда

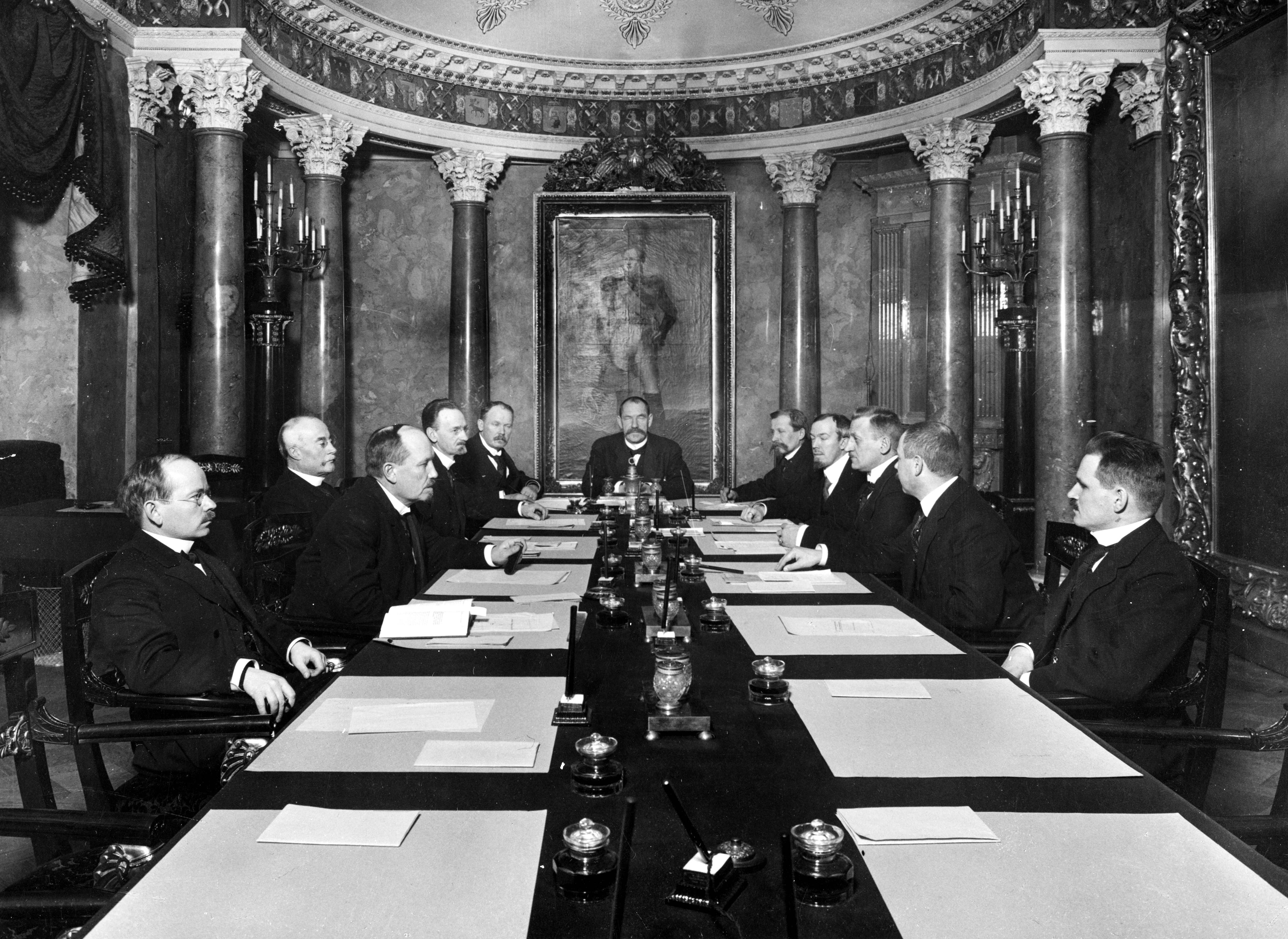
Сенат Свинхувуда.

Так называют Сенат Финляндии, который функционировал под председательством Пера Эвинда Свинхувуда в период с 27.11.1917 по 27.5.1918.
4 декабря 1917 этот Сенат представил парламенту проект новой формы правления «К народу Финляндии» — проект новой Формы Правления Финляндии, которое позднее было названо «Декларацией независимости Финляндии».
6 декабря указанный проект одобрил парламент Финляндии голосованием 100 против 88.
Во время гражданской войны в Финляндии 29 января — 3 мая 1918 Сенат Свинхувуда в неполном составе работал в г.Вааса, из-за чего также часто используется термин Ваасовский сенат.

### Сенат Паасикиви
Сенат Паасикиви (или первое правительство Паасикиви) — Сенат Финляндии, который функционировал под председательством Юхо Кусти Паасикиви в период с 27 мая по 27 ноября 1918 года.
Два члена старофинской партии и шведской партии вышли из состава Сената 29 июня 1918 г. Все сенаторы — члены Аграрной Лиги подали в отставку из-за активной монархической капании, проводившейся членами партии «младофиннов».

## Реформирование (1918)
В конце 1918 экономическая часть сената была преобразована в Государственный Совет Финляндии и министерства, а судебная — в Верховный суд. Заместитель председателя стал премьер-министром, остальные сенаторы — министрами. Канцлер Сената стал канцлером Государственного Совета, а прокурор — Канцлером Права (фин. Oikeuskansleri) (рус. Верховного суда(?))
Председатели Сената после февраля 1917:
- Антти Оскари Токой, Социал-демократическая партия (1917)
- Эмиль Нестор Сетяля, партия младофиннов (1917)
- Пер Эвинд Свинхувуд, партия младофиннов (1917—1918)
- Юхо Паасикиви Кусти, партия старофиннов (1918)